# جیووانی اورفی
جیووانی اورفی (انگلیسی: Giovanni Orfei؛ زادهٔ ۳۱ ژانویهٔ ۱۹۷۶) بازیکن فوتبال اهل ایتالیا است.
از باشگاه‌هایی که در آن بازی کرده‌است می‌توان به باشگاه فوتبال هلاس ورونا، باشگاه ورزشی لاتزیو، باشگاه فوتبال مودنا، باشگاه فوتبال تورینو، باشگاه فوتبال آسکولی، باشگاه فوتبال لودیجیانی کالچو، باشگاه فوتبال سالرنیتانا، باشگاه فوتبال ونتزیا، باشگاه فوتبال کاتانیا، باشگاه فوتبال رجانا، و باشگاه فوتبال پالرمو اشاره کرد.